# Jan Karwecki
Jan Karwecki (Glinno, 1949. január 2. – Krakkó, 2019. június 5.) válogatott lengyel labdarúgó, kapus.

## Pályafutása

### Klubcsapatban
1968 és 1973 között a Górnik Wałbrzych csapatában védett. 1973 és 1976 között a Lech Poznań, 1976 és 1978 között a Szombierki Bytom, 1978–79-ben a Wisła Kraków, 1979 és 1981 között a Cracovia csapatában szerepelt.

### A válogatottban
1974–75-ben öt alkalommal szerepelt a lengyel válogatottban.